# اندیس آنومالی آهنگران
آنومالی آهنگران یک اندیس فلزی است که در حوالی شهر مختاران استان خراسان قرار دارد و مادهٔ معدنی موجود در آن، طلا است.سنگ میزبان این اندیس لیسونیت است  